# Assafe Já I
Mir Camaradim Cã Sidiqui (Mir Qamar-ud-din Khan Siddiqi; Agra, 20 de agosto de 1671 – Buranpur, 1 de junho de 1748) foi um nobre turco que fundou a Dinastia de Assafe Já e o Estado de Hiderabade e o governou de 1724 a 1748. Também é conhecido por seus títulos que são, entre outros, Chin Quiliche Cã (dado por Auranguezebe em 1690 ou 1691), Nizã Almulque (Nizam-ul-Mulk); dado por Farrukhsiyar em 1713) e Assafe Já (Asaf Jah; dado por Maomé Xá em 1725).